# 前山镇
前山镇，是中华人民共和国广东省湛江市徐闻县下辖的一个乡镇级行政单位。

## 行政区划
前山镇下辖以下地区：
前山社区、前糖社区、前山村、甲村、北松村、曹家村、云仔村、丁村、南安村、外墩村、后坑村、孙田村、下园村、山海村和前海村。